# Ричмонд (Індіана)
Ричмонд (англ. Richmond) — місто (англ. city) в США, в окрузі Вейн штату Індіана. Населення — 35 720 осіб (2020).
Ричмонд був заснований 1806 року колоністами з Північної Кароліни та отримав свою назву на честь англійського міста Ричмонда. Статус міста отримав 1840 року.

## Географія
Ричмонд розташований за координатами 39°49′55″ пн. ш. 84°53′23″ зх. д. / 39.83194° пн. ш. 84.88972° зх. д. (39.832079, -84.889699).  За даними Бюро перепису населення США в 2010 році місто мало площу 62,35 км², з яких 61,94 км² — суходіл та 0,41 км² — водойми.

## Демографія
Згідно з переписом 2010 року, у місті мешкало 36 812 осіб у 15 098 домогосподарствах у складі 8909 родин. Густота населення становила 590 осіб/км².  Було 17649 помешкань (283/км²).
Расовий склад населення:
| - 83,9 % — білих - 8,6 % — чорних або афроамериканців - 1,1 % — азіатів - 0,3 % — корінних американців - 0,1 % — вихідців з тихоокеанських островів - 1,9 % — осіб інших рас |

До двох чи більше рас належало 4,0 %. Частка іспаномовних становила 4,1 % від усіх жителів.
За віковим діапазоном населення розподілялося таким чином: 22,1 % — особи молодші 18 років, 61,4 % — особи у віці 18—64 років, 16,5 % — особи у віці 65 років та старші. Медіана віку мешканця становила 38,4 року. На 100 осіб жіночої статі у місті припадало 91,8 чоловіків;  на 100 жінок у віці від 18 років та старших — 87,9 чоловіків також старших 18 років.
Середній дохід на одне домашнє господарство  становив 44 584 долари США (медіана — 30 357), а середній дохід на одну сім'ю — 52 670 доларів (медіана — 40 831). Медіана доходів становила 36 704 долари для чоловіків та 31 057 доларів для жінок. За межею бідності перебувало 27,3 % осіб, у тому числі 42,8 % дітей у віці до 18 років та 12,7 % осіб у віці 65 років та старших.
Цивільне працевлаштоване населення становило 14 040 осіб. Основні галузі зайнятості: освіта, охорона здоров'я та соціальна допомога — 30,0 %, виробництво — 17,6 %, мистецтво, розваги та відпочинок — 13,4 %, роздрібна торгівля — 12,2 %.

## Міста-побратими
- Уннан, Японія
- Серпухов, Росія